# Dia Nacional da Fotografia e do Fotógrafo
O Dia Nacional da Fotografia e do Fotógrafo é celebrado no Brasil em 8 de janeiro, data em que o Daguerreótipo chegou ao país, em 1840.

## Origem
Em 1840, o primeiro daguerreótipo chegou ao Brasil por meio do abade francês Louis Compte. Encarregado pela assistência intelectual e espiritual e pelo ensino de religião, música e canto durante a viagem, Compte produziu alguns daguerreótipos, em 16 de janeiro de 1840, e, alguns dias depois, apresentou o invento a dom Pedro II.